# Sân vận động Gabriel-Montpied
Sân vận động Gabriel-Montpied là sân vận động đa năng ở Clermont-Ferrand, Pháp. Nó hiện được sử dụng chủ yếu cho các trận đấu bóng đá và là sân nhà của câu lạc bộ Clermont. Đây cũng là địa điểm tổ chức phiên bản đầu tiên của Giải bóng bầu dục nữ Pháp trong Giải bóng bầu dục nữ thế giới năm 2016 và đã tổ chức Giải bóng bầu dục Clermont-Ferrand 2017, chặng thứ ba của loạt giải Grand Prix bóng bầu dục châu Âu 2017.
Sân vận động có sức chứa 11.980 chỗ ngồi và được xây dựng vào năm 1995.

## Lịch sử
Vào mùa hè năm 2023, việc bắt đầu giai đoạn 1 của công việc tại sân vận động Gabriel Montpied mới sẽ bắt đầu với cấu hình mới cho mùa giải 2023–24 mà không có "Khán đài Limagne". Do đó, sức chứa của sân vận động cho mùa giải 2023–24 là khoảng 10.700 chỗ ngồi.